# 2020年の航空
2020年の航空（2020ねんのこうくう）では、2020年（令和2年）に起こった航空関係の出来事をまとめる。
2019年の航空 - 2020年の航空 - 2021年の航空

## 出来事

### 1月
- 2日 - （事故） 台湾軍ヘリUH60Mが新北市の山中に墜落[1]。
- 8日 - （事故） イランのイマーム・ホメイニ国際空港でウクライナ国際航空のPS752便が離陸直後に墜落[2]。
- 9日 - （就航） エアバスの貨物機ベルーガ XLが就航[3]。
- 14日 - （事故） ロサンゼルス国際空港を離陸直後のデルタ航空の旅客機がエンジントラブルとなり、燃料を投棄、校庭にいた複数人が軽症となった[4]。
- 15日 - （初飛行） レオナルド社のUAVのLeonardo Falco Xplorerが初飛行[5]。
- 25日 - （初飛行） 米国ワシントン州エバレットでボーイング777Xの初飛行が行われた[6]。
- 26日 - （事故） 米ロサンゼルス郊外で元NBAロサンゼルス・レイカーズのコービー・ブライアントが乗ったヘリコプターが墜落[7]。
- 27日 - （事故） アフガニスタンで米軍のボンバルディアE11A型機が墜落[8]。
- 28日 - （買収） レオナルド社はKopter SH09を開発しているスイスのコプター社を買収[9]。

### 2月
- 5日 - （事故） トルコのサビハ・ギョクチェン国際空港でペガサス航空2193便が離陸に失敗、機体が炎上[10]。
- 9日 - （記録） ブリティッシュエアウェイズのニューヨーク発ロンドン行きの旅客機が大型低気圧シアラ(en:Storm Ciara)の影響で、この区間の最短となる4時間56分（通常の平均飛行時間は6時間13分）を記録した。[11]。
- 11日 - （清算） エア・イタリーは会社清算の手続きに入ることを発表。[12]。
- 13日 - （事業撤退） カナダのボンバルディアはA220事業関連株をエアバスに売却し、事業からの撤退を発表[13]。
- 14日 - （初飛行） ガルフストリーム G650 がサバンナ・ヒルトンヘッド国際空港で初飛行。[14]。
- 17日 - （初飛行） オーストラリアでBAEシステムズの無人機PHASA-35が初飛行に成功[15]。
- 27日 - （事故） スペイン空軍の曲技飛行隊パトルーラ・アギラのC-101練習機がムルシア州で墜落[16]。

### 3月
- 5日 - （経営破綻） イギリスのLCCであるFlybeが経営破綻、運航を停止した[17]。
- 29日 - （事故） フィリピンのニノイ・アキノ国際空港で小型機が離陸直後に墜落[18]。
- 29日 - 羽田空港の新ルートの運用が始まる。

### 4月
- 21日 - （経営破綻） オーストラリアのヴァージン・オーストラリアは任意管理手続き入りを発表、経営破綻した[19]。
- 25日 - （統合中止） ボーイング社は、エンブラエルの商用機部門の買収合意を白紙撤回[20]。

### 5月
- 10日 - （経営破綻） コロンビアのアビアンカ・ホールディングス（アビアンカ航空の親会社）は連邦破産法11条を裁判所に申請[21]。
- 15日 - （事故） 米空軍のF-22がフロリダ州で墜落[22]。
- 17日 - （事故） カナダ軍の曲技飛行隊スノーバーズの機体がブリティッシュコロンビア州で墜落[23]。
- 17日 - （初飛行） 米国カンザス州のビーチファクトリー飛行場でテキストロン・アビエーションのセスナ408スカイクーリエの初飛行が行われた[24]。
- 19日 - （経営破綻） タイ政府はタイ国際航空の会社更生手続きを承認[25]。
- 22日 - （事故） パキスタンのカラチでパキスタン国際航空の旅客機（乗員乗客99人、エアバスA320）が墜落した[26]。
- 26日 - （経営破綻） LATAM航空グループは連邦破産法11条を裁判所に申請[27]。
- 29日 - （展示飛行） 航空自衛隊のブルーインパルスが新型コロナウイルスで医療従事者への感謝と敬意を示すため東京上空で展示飛行[28]。

### 6月
- 6日 - （事故） インドネシアの中ジャワ州ジャワ島で軍のミル17ヘリが墜落[29]。
- 9日 - （経済支援） 香港政府はキャセイパシフィック航空に総額390億香港ドル（約5460億円）の資本増強[30]。
- 10日 - （初飛行） 台湾の漢翔航空工業が開発中の高等練習機勇鷹が清泉崗基地で初飛行[31]。
- 15日 - （事故） 英国レイクンヒース空軍基地を離陸した米空軍の戦闘機F15Cイーグルが北海に墜落[32]。
- 17日 - （国際線再開） 新型コロナウイルスによる影響から運休していた中部国際空港国際線の運航が再開[33]。
- 26日 - （経営破綻） タイのノックスクートは事業終了と会社清算を決定[34]。
- 30日 - （経営破綻） メキシコのアエロメヒコ航空は米連邦破産法の適用申請を発表[35]。
- 30日 - （事故） 米空軍のF16戦闘機がサウスカロライナ州で訓練飛行中に墜落[36]。

### 7月
- 1日 - （型式取得） エアバス・ヘリコプターズのH160がEASAの型式証明を取得[37]。

### 8月
- 7日 - （事故） インドのケーララ州のカリカット国際空港でエア・インディア・エクスプレスの旅客機が着陸に失敗、乗員乗客21人が死亡[38]。

### 10月
- 1日 - （民営化） 旭川空港が民営化され、北海道エアポートによる管理・運営に移行[39]。
- 5日 - （事業撤退） エアアジア・ジャパンが国土交通省に12月5日付けでの全4路線の廃止届を提出[40]。

### 11月
- 17日 - （経営破綻） エアアジア・ジャパンが東京地裁に破産手続き開始を申請。負債総額は約217億円[41]。